# Автомагістраль А64 (Франція)

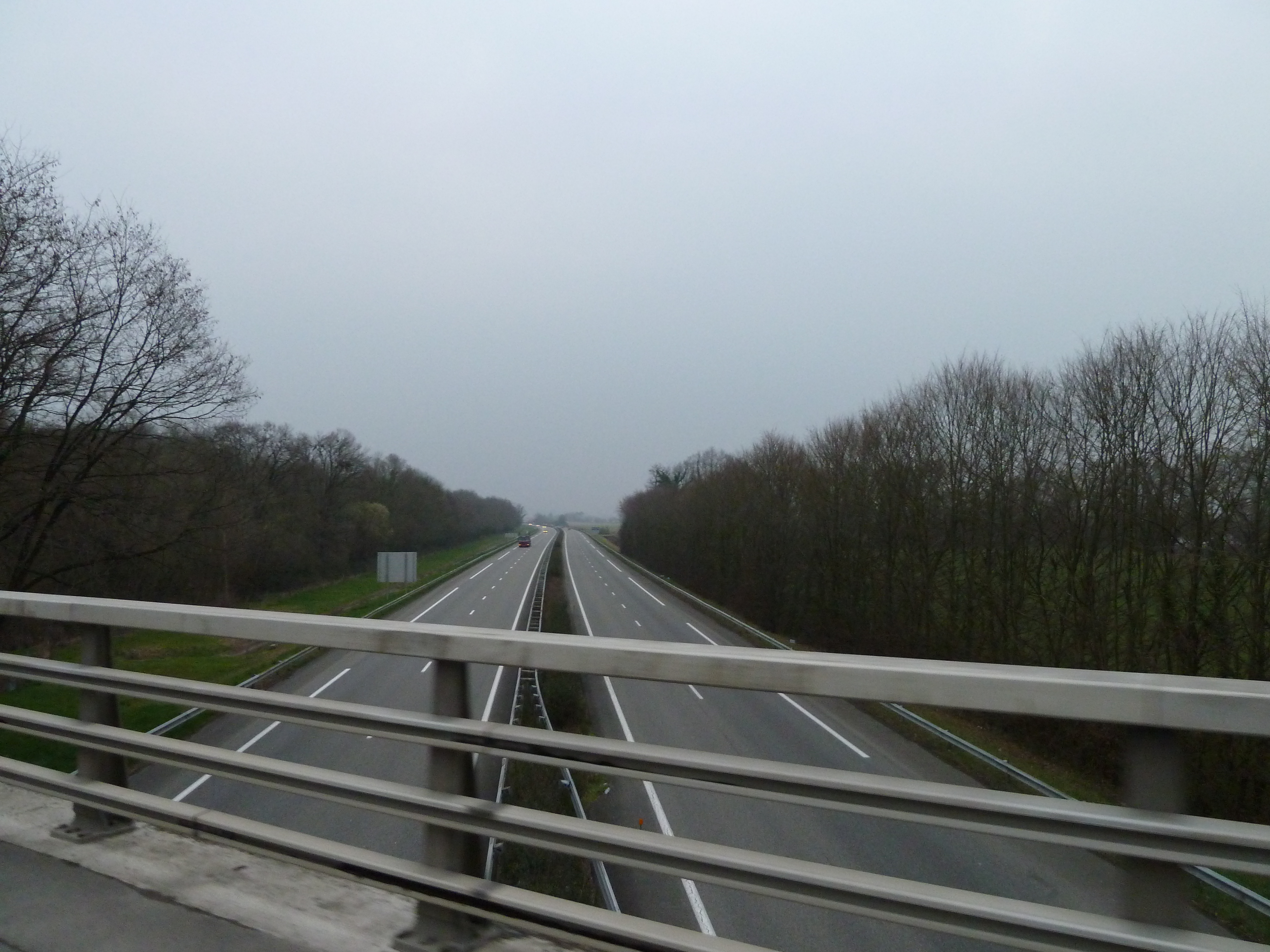
Автомагістраль A64 — це автомагістраль на південному заході Франції, тут у По.

Автострада A64 — автострада на південному заході Франції. Його також називають Піренеї та позначають європейським маршрутом E80. Це платна дорога на частині її довжини.
Вирівняний схід-захід, він з'єднує Тулузу з Байонною через Тарб і По. Його довжина приблизно 287 км зі смугами 2х2 і смугами 2х3 в бік Тулузи. Його обслуговує ASF.